# Habrotrocha collaris
Habrotrocha collaris is een raderdiertjessoort uit de familie Habrotrochidae. De wetenschappelijke naam van deze soort is voor het eerst geldig gepubliceerd in 1832 door Ehrenberg.